# مسجد جامع ارسنجان
مسجد جامع ارسنجان مربوط به دورهٔ صفوی است و در ارسنجان، خیابان سعیدیه واقع شده و این اثر در تاریخ ۱ مرداد ۱۳۸۶ با شمارهٔ ثبت ۱۹۳۰۱ به‌عنوان یکی از آثار ملی ایران به ثبت رسیده است.
مسجد جامع ارسنجان که از مهم‌ترین مساجد جامع استان فارس است، که از آجر به عنوان مهم‌ترین عنصر معماری در ساخت آن استفاده شده است. طاق و تویزه‌های ممتد که بر روی ستون‌های محکم استوار شده، اصلی‌ترین تکنیک معماری به کار رفته در این بنا به شمار می‌آید.
این بنا که می‌توان آن را با مسجد جامع میمند مقایسه کرد، در دورهٔ صفویان، در نزدیکی مدرسهٔ سعدیه ساخته شده‌است. مسجد جامع ارسنجان به شکل دو ایوانی بنا شده و شبستان مسجد یا ایوان جنوبی آن از اهمیت بیشتری برخوردار است.
در ضلع جنوبی و شرقی مسجد دو شبستان قرار دارد که سقف آن‌ها با گنبدی کوچک پوشیده شده است. این گنبدها بر ستون‌های ستبر آجری استوارند.
استفاده از آجر به صورت راسته و خفته در یک ردیف ستون در میانهٔ شبستان با استفاده از طاق و تویزه‌ها فضایی بسیار زیبا و همگون پدیدآورده است.
این بنا در سال ۱۳۸۷ مورد تعمیر و مرمت قرار گرفت

## نگارخانه

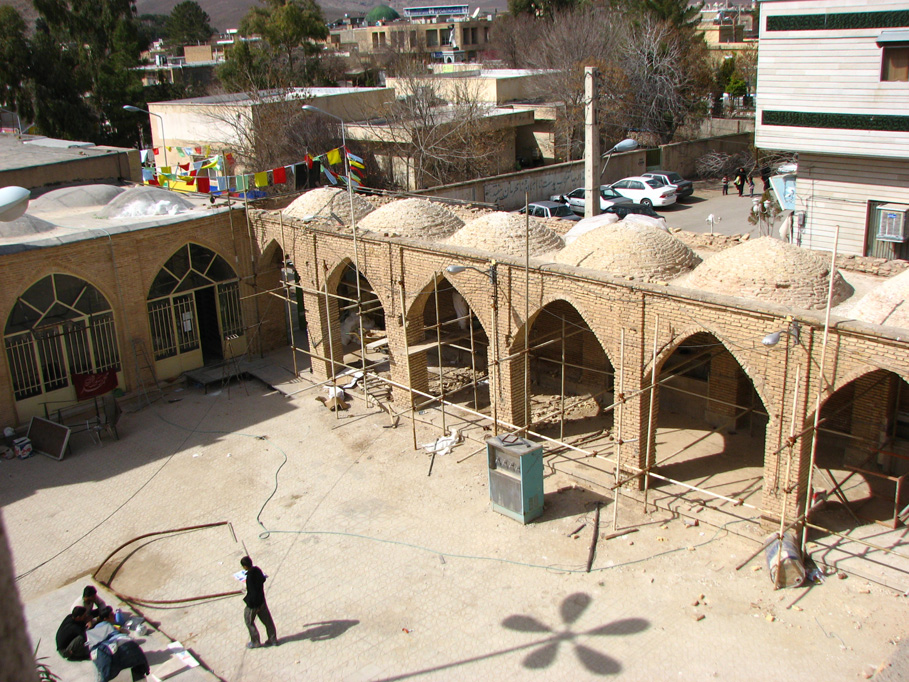
مسجد جامع ارسنجان در حال مرمت
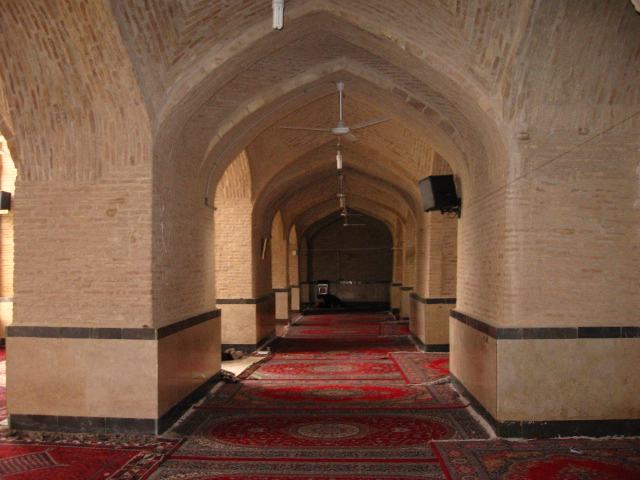
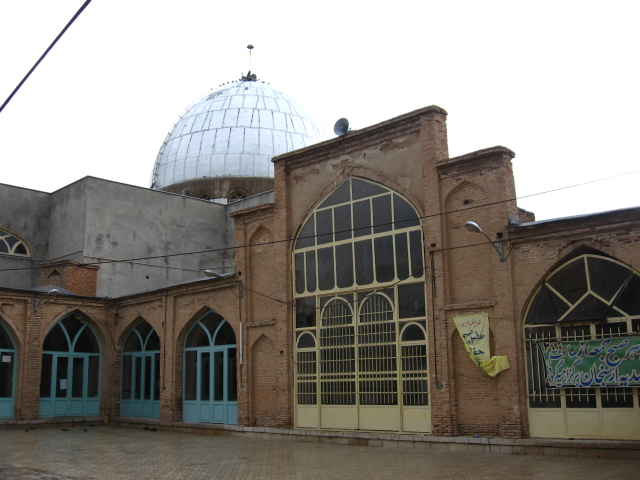